# پیروز میشانی
پیروز (به پارسی میانه: 𐭯𐭩𐭫𐭥𐭰؛ نویسه‌گردانی به انگلیسی: pērōz؛ نویسه‌گردانی به فارسی: پیروئوزَت) یک شاهزاده ساسانی، پسر شاپور میشانشاه و نوهٔ شاپور یکم (حک. ۲۴۰–۲۷۰) بود.

## زندگی
پیروز حداقل دارای شش برادر بود که از نام همگی در سنگ‌نوشته شاپور یکم یاد شده‌است. اطلاعات بیشتری از او در دسترس نیست. او ممکن است همان شخصی باشد که نام او در سنگ‌نوشته پایکولی نرسه (حک. ۲۹۳–۳۰۲) به عنوان یکی از بزرگان دربار یاد شده‌است. به گفته آن سنگ‌نوشته، پیروز کسی بود که در جنگ جانشینی از نرسه در برابر بهرام سوم (ح. ۲۹۳) پشتیبانی کرد.